# Луґова-Воля (Мазовецьке воєводство)
Луґова-Воля (пол. Ługowa Wola) — село в Польщі, у гміні Полічна Зволенського повіту Мазовецького воєводства.
Населення — 57 осіб (2011).
У 1975-1998 роках село належало до Радомського воєводства.

## Демографія
Демографічна структура станом на 31 березня 2011 року:
|          | Загалом | Допрацездатний вік | Працездатний вік | Постпрацездатний вік |
| -------- | ------- | ------------------ | ---------------- | -------------------- |
| Чоловіки | 26      | 4                  | 21               | 1                    |
| Жінки    | 31      | 6                  | 17               | 8                    |
| Разом    | 57      | 10                 | 38               | 9                    |